# General Carneiro (kommun i Brasilien, Mato Grosso)
General Carneiro är en kommun i Brasilien.   Den ligger i delstaten Mato Grosso, i den centrala delen av landet, 600 km väster om huvudstaden Brasília. Antalet invånare är 5 018.
Omgivningarna runt General Carneiro är huvudsakligen savann. Trakten runt General Carneiro är nära nog obefolkad, med mindre än två invånare per kvadratkilometer.